# Znanost u 1884.
◄◄ | ◄ | 1881. | 1882. | 1883. | 1884.  | 1885. | 1886. | 1887. | ► | ►►
Arhitektura • Astronomija • Biologija • Film • Fotografija • Glazba • Kazalište • Kemija • Kiparstvo • Knjige • Književnost • Kršćanstvo • Meteorologija • Medicina • Planinarstvo • Politika • Pravo • Promet • Slikarstvo • Šport • Znanost • Željeznički promet
Znanost u 1884.

## Svijet

### Rođenja
- 7. travnja − Bronisław Malinowski, britanski antropolog i etnolog poljskoga podrijetla († 1942.)

## Vanjske poveznice
|  | Zajednički poslužitelj ima još gradiva o temi Znanost u 1884. |